# Thymus monrealensis
Thymus monrealensis là một loài thực vật có hoa trong họ Hoa môi. Loài này được Pau ex R.Morales miêu tả khoa học đầu tiên năm 1984.